# Massiel Mas
Massiel Mas (5 de febrero de 1986, Ciudad de Panamá, Panamá) es una presentadora, actriz y locutora panameña. Su trayectoria se destaca por presentar y haber presentado programas como La Última Hora, Canta conmigo y TVN Noticias (Segmento "Flash").

## Estudios
Nació el 5 de febrero de 1985 en la Ciudad de Panamá, Panamá. Cuando era pequeña la llevaban a cástines para ser actriz. Es Licenciada en Publicidad y Mercadeo con énfasis en Producción de Video Digital, y egresada de la Universidad Latina de Panamá. Pasó 5 meses en Argentina formándose como actriz de teatro.

## Carrera
Ha participado en varios comerciales y obras de teatro. También para La Televisora Nacional (TVN), ha participado en segmentos que la cadena prepara. 
Como locutora de radio, trabajaba en Top Beat. Como presentadora de televisión, presentó Minuto Final, junto a Ricardo Icaza en TVMAX. También trabajó en +23 en Los 23 del 23. Trabajó en RPC Da Flow International, junto a Luchito Williams. 
Presentó La Última Hora, junto a Eduardo Lim Yueng, pero el programa fue cancelado y reemplazado por Edición Final, actualmente presentado por Luis Fernando del Río. También fue presentadora en Ser Tv. También es presentadora del programa Canta conmigo, donde la conocer como "La Tía Massiel", al lado de Miguel Oyola y Denisse Arjona.
También ha estado en varios programas como Buenos Días, al cual ha sido invitada varias veces. Estuvo en el final de la 1ª temporada del reality Tu cara me suena, donde acompañó a Anne Lorain imitando a Chino & Nacho. Es concursante de la 3ª temporada de Dancing with the stars y su pareja de baile es Fitin. Sus compañeros son, Joysi Love, Yamilka Pitre, Saiko, Andrés Poveda, Erika Nota, Fufo Rosario, Jovana Michel Quintero, María Jesús Ruiz, Ismael Ortiz y Rubén Moreno. Actualmente presenta el segmento Flash del noticiero TVN Noticias.

## Filmografía
Como Presentadora
- Top Beat
- Minuto Final
- Los 23 del 23
- Da Flow International
- La Última Hora
- Canta conmigo
- Flash de TVN Noticias

Cine
- Algo azul[1]

Invitada
- Edición Final
- Buenos Días
- Tu cara me suena

Como Concursante
- Dancing with the stars